# Pichat
Pichat – oprogramowanie oraz protokół wymiany informacji w sieci P2P. Aplikacja Pichat jest zazwyczaj klientem i serwerem jednocześnie oraz może obsługiwać różne protokoły i formaty (np. tekstowy czy XML). Głównie jest używany do czatowania tekstowego oraz jako społecznościowy system czatowania.
Protokół Pichat został zaprojektowany z myślą o wspieraniu klientów inteligentnych oraz prostych. Większość pracy jest wykonywana na serwerze, przy czym mniejsza ilość logiki jest wymagana po stronie klienta. Domyślny port serwera czata to 9009/TCP (IANA).
Przykładowa implementacja Pichat ma wbudowanego czata z poziomu strony internetowej oraz obsługuje telnet.